# オスカー・アングロ
オスカー・デビッド・アングロ（Oscar David Angulo、1984年2月1日 - ）は、ベネズエラ・ララ州バルキシメト出身のプロ野球選手(内野手)。現在は、スペインの国内リーグであるディビシオン・デ・オナーのCBバルセロナに所属している。

## 経歴

### プロ入りとブルワーズ傘下時代
ミルウォーキー・ブルワーズと契約を結びプロ入りを果たした。
2004年は、傘下ルーキーリーグのアリゾナリーグ・ブルワーズでプレーした。この年は、26試合に出場し、打率277、1本塁打、11打点、23安打、6盗塁を記録した。同年限りで、退団した。

### スペイン球界時代
2009年は、スペインの国内リーグであるディビシオン・デ・オナーのC.B.ビラデカンスでプレーした。
2010年からは、CBバルセロナでプレーしている。同年は、2011年パンアメリカン競技大会野球競技予選にベネズエラ代表として選出されている。
2014年は、32試合に出場し、打率550、5本塁打、41打点、16盗塁を記録している。また、8月30日に、第6回イタリアンベースボールウィークと第33回ヨーロッパ野球選手権大会のスペイン代表が発表され、代表入りした。
2015年2月17日に、「GLOBAL BASEBALL MATCH 2015 侍ジャパン 対 欧州代表」の欧州代表にブレイク・オチョア、フェルナンド・マルティネス、レスリー・ナカルと共にスペイン人として選出された事が発表された。
3月10日の第1戦、3月11日の第2戦に「7番 遊撃手」で先発出場している
。

## 詳細情報

### 代表歴
- 2014 イタリアンベースボールウィーク スペイン代表
- 2014年ヨーロッパ野球選手権大会スペイン代表